# Berkaer Straße 17 (Weimar)

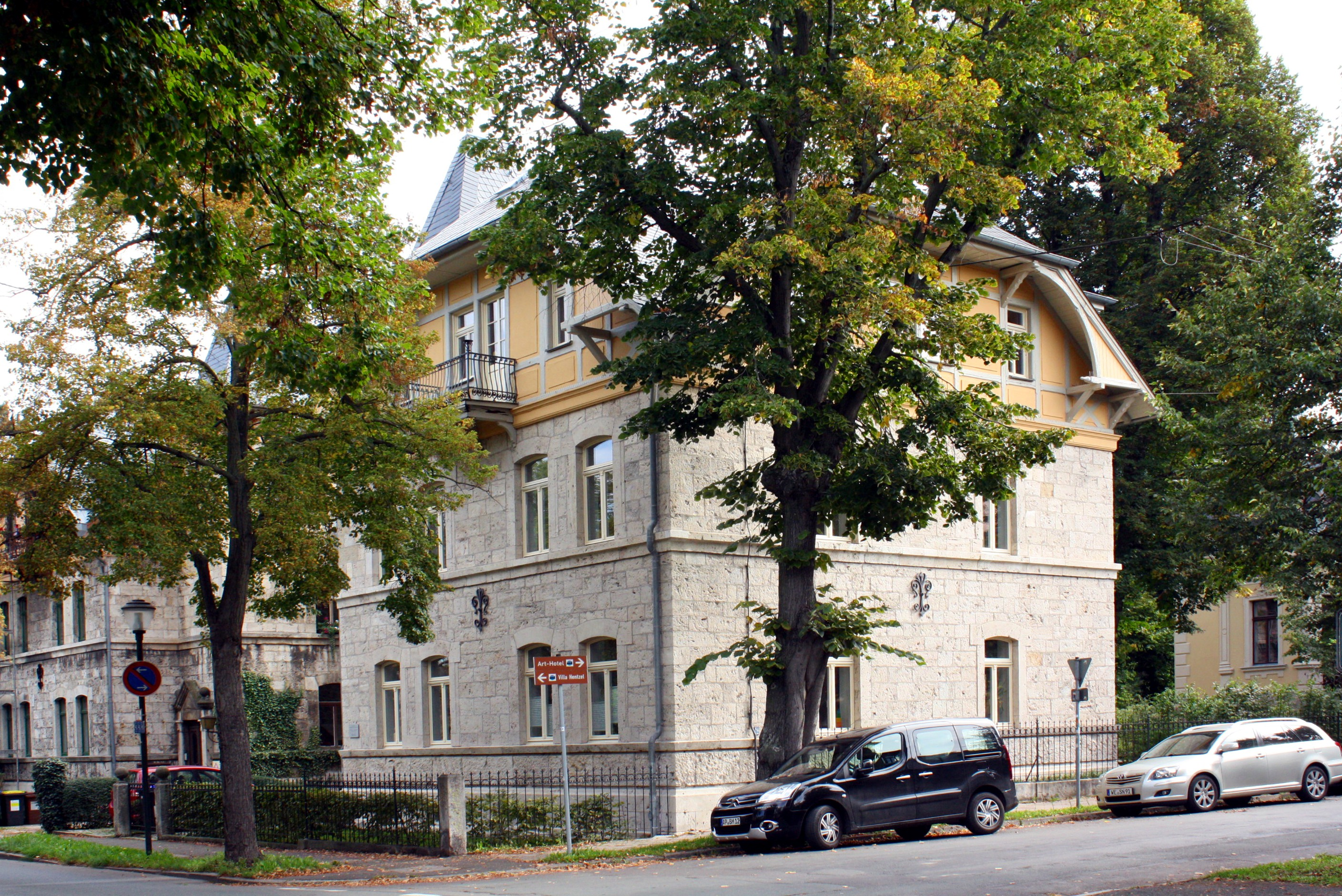
Berkaer Straße 17

Das Haus Berkaer Straße 17 in Weimar ist eine denkmalgeschütztes Etagenwohnhaus im Landhausstil.

## Geschichte und Beschreibung
Das Wohnhaus entstand 1886/87 nach dem Entwurf von Rudolf Zapfe unter Berücksichtigung des Erscheinungsbildes zum östlichen Nachbargebäude Berkaer Straße 15. Bauherr war der Bildhauer und Bauunternehmer Friedrich Gundermann aus Oberweimar. Das Weimare Adressbuch von 1886 weist als Eigentümer des Mietshauses die Brauerei Felsenkeller Deinhardt bzw. den Stadtbrauereibesitzer Deinhardt aus. Im Jahre 1915 erfolgte der Anbau des südlichen Teils des Dachgeschosses. Der zweigeschossige Bau ist vollständig unterkellert und um die Breite des Vorgartens von der Straßenflucht zurückgesetzt. Die für den Landhausstil typische malerische Staffelung findet Abschluss mit einem Pyramidendach, welches das turmartige Treppenhaus bekrönt. Die Materialien sind Travertingestein an den Fassaden, Sichtfachwerk an den Ziergiebeln und Schiefer für die Dachbedeckung (ehemals englischer Musterschiefer). Die Oberflächen der Werksteine wurden handwerklich bearbeitet, die Quader am Sockel gestockt, die Hausteine an den Wänden geflächt und die Gesimse geglättet. Der wichtigste Zierrat befindet sich am zweiflügeligen Eingang mit der dunklen Holztür gerahmt von einem Portal mit Dreiecksgiebel und Kugelaufsätzen. An der Rückseite befindet sich ein eiserner Balkon. Der Metallgitterzaun mit dem Eingangstor begrenzt das Grundstück. Die Pfeiler am Metallzaun und dem Eingangstor haben ebenfalls Kugelaufsätze.